# John Davis (vzpěrač)
John Davis (12. ledna 1921, Smithtown, New York, USA – 13. července 1984, Albuquerque) byl americký vzpěrač, soutěžící v těžké váze. V letech 1948 a 1952 vyhrál dvakrát olympiádu, pětkrát byl mistrem světa a dvanáctkrát mistrem USA, vytvořil šestnáct světových rekordů.
Za druhé světové války sloužil v armádě, byl členem York Barbell Clubu, pracoval u newyorské vězeňské služby. Jako sedmnáctiletý student vyhrál v roce 1938 své debutové mistrovství světa a zůstal neporažen až do roku 1953, kdy skončil kvůli zranění druhý za Kanaďanem Dougem Hepburnem. Na vrcholu kariéry držel všechny světové rekordy ve své váhové kategorii, na národním šampionátu v roce 1951 jako první v historii překonal hranici 400 liber. Po zranění nohy na olympijské kvalifikaci 1956 ukončil kariéru, zemřel na rakovinu ve věku 63 let.